# Дечко Узунов
Дечко Христов Узунов е български художник, един от най-големите майстори на съвременната българска живопис.

## Биография
Роден е в Казанлък, където първо е ученик на Чудомир. През 1919 г. е приет за студент в Държавното художествено индустриално училище (днес Национална художествена академия) в класа на проф. Петко Клисуров. Когато общият курс на подготовка завършва през 1922 г. Узунов и състудентът му Иван Пенков заминават за Мюнхен на специализация при проф. Карл фон Маар. Под негово влияние двамата млади художници се запознават с творчеството на майстори като Рембранд ван Рейн, Диего Веласкес, Тициан, Петер Паул Рубенс, Макс Либерман, Франц фон Щук. По същото време в Мюнхен специализират и живеят и други млади български творци като Елисавета Багряна, Фани Мутафова, Чавдар Мутафов, Николай Лилиев, Константин Щъркелов, Симеон Радев, Светослав Минков и други, които формират приятелското обкръжение на Узунов, а също и стават модели за портретите му.
След завръщането си в България завършва образованието си в Художествената академия през 1924 г., в класа на проф. Стефан Иванов, като му преподават и други майстори на четката – Цено Тодоров, Иван Ангелов, Никола Маринов. От 1926 г. работи като щатен художник в Министерство на просветата до 1932 г., когато започва да преподава живопис в Художествената академия. Извънреден професор е от 1937 г., а редовен – от 1942 до 1963 г. Сред учениците му са художниците Атанас Пацев, Георги Баев, Калина Тасева, Лика Янко, Мария Столарова, Светлин Русев, Георги Божков.
Участва в почти всички общи художествени изложби на дружеството „Родно изкуство“ в България и в чужбина (Белград, Пилзен, Ню Йорк, Атина, Берлин, Будапеща, Москва, Ереван, Хамбург, Виена). Прави шест самостоятелни изложби в София и по една в Казанлък и Сливен. В чужбина прави самостоятелни изложби в Белград, Букурещ, Будапеща, Москва, Париж, Базел, Мюнхен, Кувейт, Пекин.
Дечко Узунов има две сестри, от които има четирима племенници: скулпторката Елена Вълчанова, живописеца Пеню Вълчанов, графѝка Христо Нейков и художника (график, живописец и илюстратор) Атанас Нейков. Те са преките наследници на Узунов и даряват голяма част от творбите му за двете къщи музеи на художника в София и Казанлък. Негов доведен син е спортният журналист Ричард Груев.
Художествената гимназия в Казанлък е преименована в чест на Дечко Узунов на Национална гимназия по пластични изкуства и дизайн „Академик Дечко Узунов“.

## Творчество
Художественото наследство, оставено от Дечко Узунов, е изключително разнообразно откъм теми, жанрове и видове изобразително изкуство – както изящни, така и приложни. Твори живопис, графика, илюстрация и оформление на книгата, сценография, декоративна монументална живопис. Работи в жанровете портрет, голо тяло, пейзаж, натюрморт, фигурална композиция с исторически, библейски, митологични и съвременни сюжети.
Рисува стенописи в казанлъшката църква „Свети Йоан Предтеча“, във фоайето на Хотел Казанлък, като дар за своите съграждани, в карловския Дом на културата, в старозагорската опера, в Народната опера, Народния театър, НДК и Съдебната палата в София.
Илюстрира множество книги, сред които на Ангел Каралийчев, Чичо Стоян, Йордан Стубел, Атанас Душков, Емилиян Станев.
По покана на Николай Масалитинов и Кръстьо Мирски създава декорите и костюмите за някои театрални и балетни постановки в Народния театър: „Престъпление и наказание“ на Достоевски, „Любов“ на Пол Жиралди, „Професията на госпожа Уорън“ на Бърнард Шоу, „Почивка в Арко Ирис“ на Димитър Димов, балета „Тракия“ на Петко Стайнов.

## Творби
В Градската художествена галерия, Пловдив:
- „Идиот“, 1929 г.[1], м.б., пл., 102/95,5, подпис долу дясно, инв. №173

## Обществена дейност
Разнообразната творческа дейност на Дечко Узунов е съчетана и с голяма по мащаб обществена дейност.
През 1925 г. той става член-съосновател на дружеството „Родно изкуство“. Член на „Ротари клуб“ от 1935 г. Председателства Съюза на дружествата на художниците в България между 1939 и 1940 г., както и Съюза на българските художници между 1965 и 1969 г.
През 1966 г. е народен представител в Петото народно събрание на НР България. От 1973 г. е действителен член на БАН.
През 1973, 1976 и 1979 г. става последователно вицепрезидент, президент и почетен президент на Международната асоциация за пластични изкуства (AIAP) към ЮНЕСКО. През 1976 г. е поканен за почетен член на Мексиканската академия на изкуствата, а през 1983 г. – на Руската академия на изкуствата.

## Памет
На Дечко Узунов е наречена улица в квартал „Триъгълника-Надежда“ в София (Карта).

## Награди
Дечко Узунов е носител на десетки награди и отличия, сред които някои от по-значимите са:
- 1937 – сребърен диплом на Ватикана за фреските с образите на св. св. Кирил и Методий
- 1946 – награда от румънския крал Михай с Кръст за изкуство
- 1961 – орден „Народна република България“ I степен
- 1962 – Димитровска награда за постижения в изкуството
- 1963 – звание „заслужил художник“
- 1967 – звание „герой на социалистическия труд“
- 1979 – Орден за литература и изкуство на Министерството на културата на Франция.